# Parangonnage (imprimerie)
Pour les articles homonymes, voir parangonnage.
En typographie, le parangonnage désigne l’alignement de caractères de corps différents sur une même ligne. Il peut s’agir de lettres mais aussi de chiffres, de symboles, de caractères d’une fonte différente, mais qui n’ont pas le même corps que le reste de la composition. Cet alignement peut se faire en pied, en tête ou en position médiane selon les besoins.

## Typographie
En typographie, la composition se fait avec des caractères en plomb, objets qui ont des dimensions données, et qui nécessitent, pour des raisons matérielles, d’être parfaitement bloqués dans la forme imprimante pour ne pas être déplacés fortuitement en cours de tirage. Le parangonnage consiste à placer les caractères du plus grand corps, puis à placer les caractères de corps plus petits dans la position souhaitée, en insérant au-dessus ou au-dessous des interlignes d’épaisseur complémentaire (ou des cadrats, des blancs, etc.). Par exemple, dans une ligne de corps 16, un caractère de corps 12 aligné en tête sera placé sur un interligne de corps 4. L’interligne s’entend comme le caractère non imprimant destiné à combler le vide. Il est nécessaire que cet interligne corresponde à la chasse (largeur des caractères parangonnés), ce qui implique parfois de devoir le couper à la dimension voulue.
Le parangonnage était fréquent dans beaucoup de cas, et notamment dans les ouvrages nécessitant l’emploi de signes et de formules mathématiques. Les lettres et chiffres placés en exposant ou en indice nécessitent un parangonnage (mis à part les signes les plus courants qui ont un caractère dédié).
Dans l'argot des typographes, « se parangonner » signifiait « s'appuyer ».

## Informatique et publication assistée par ordinateur
Avec les techniques de photocomposition, puis l’informatique, on est libéré du support matériel. Les outils sont paramétrés pour assurer le positionnement des textes, donc le parangonnage. Les logiciels de PAO intègrent une fonction qui permet de modifier la hauteur de la ligne de base des caractères.
En HTML, des balises assurent cette fonction. Sur Wikipédia, le parangonnage s'effectue avec les balises <sup>supérieures</sup> ou <sub>inférieures</sub>.